# Eugenio Colmo
Eugenio Colmo, conosciuto con lo pseudonimo "Golia" (Torino, 29 ottobre 1885 – Torino, 15 settembre 1967), è stato un pittore, illustratore grafico, disegnatore di moda, caricaturista e ceramista italiano.

## Biografia
Nacque a Torino da padre notaio. Suo fratello maggiore era Giovanni, anch'egli pittore. Seguì gli studi classici al "Cavour", dove ebbe come compagno Guido Gozzano, che coniò il soprannome "Golia", a causa della sua notevole statura. Si iscrisse alla facoltà di giurisprudenza a Torino. Iniziò a collaborare come illustratore con giornali umoristici cittadini, il Due di Coppe ed Il Pasquino, di cui fu direttore dal 1904 al 1906. In occasione della Esposizione Internazionale di Torino del 1911 organizzò al Castello di Rivoli la prima mostra internazionale di umorismo (Frigidarium) e collaborò, tra il 1912 e il 1914, con testate diverse: Adolescenza, La donna, Prisma, Guerin sportivo e molte altre. Nel 1913 fondò la rivista Numero insieme a Bravetta, Pitigrilli e N. Caimi, Carol Morganti. Nello stesso anno organizzò la Mostra Internazionale di Caricatura itinerante fra Torino, Milano e Genova. Nel 1915 sposò Lia Tregnaghi. Nel 1918 collabora con La Giberna. Nel 1922 avviò l'attività di ceramista: in sei anni produsse circa duemila pezzi decorati a soprasmalto. A Parigi nel 1925 marito e moglie parteciparono alla Esposizione internazionale di arti decorative, lei con la produzione del Laboratorio di ricamo da lei fondato, lui con una serie di ceramiche decorate soprasmalto per le quali fu premiato con una medaglia d'oro. 
Si interessò di moda e partecipò alla mostra per il X anniversario della Vittoria, per la quale creò lo stand con La giornata della signora, nel 1928. Dalla fine degli anni venti al 1940 lavorò nel campo della grafica, delle affiche,  collaborò alla Gazzetta del Popolo, a La Stampa, a L'Illustrazione Italiana, e lavorò per Paravia, Treves, Lattes, UTET, per cui illustrò la serie 4 della celeberrima collana per ragazzi La Scala d'oro e Mondadori.
Nel 1941, si suicidò la moglie; il fatto diventò un caso di pubblico dominio e gettò ombre sull'artista stesso; l'anno successivo un bombardamento gli distrusse la casa e lo studio; gran parte delle opere andarono perse. Sfollò ad Alba, dove la sua attività venne forzatamente interrotta. Rientrato a Torino nel 1944 anche per necessità di lavoro, entrò alla Gazzetta del Popolo come direttore dell'Ufficio Vetrine: qui conobbe Alda Besso, che diventò la sua seconda moglie. Nel dopoguerra avviò nuovamente l'attività professionale di pittore, grafico e illustratore. Dal 1948 al 1965 organizzò e tenne corsi professionali di figurino e costume teatrale. Dal 1950 avviò la produzione di bambole caricaturali, che durò fino al 1961. Alla fine dell'esistenza venne colpito da una progressiva cecità. Dipinse i Caleidoscopi, dipinti fatti di campiture di colore, nei quali la forma è praticamente stemperata. 
Il 15 settembre 1967 morì nell'appartamento di Corso Regina 101 a Torino.
È sepolto nel Cimitero monumentale di Torino.

## Stile
La parte più significativa della produzione di Eugenio Colmo è quella di illustratore, caricaturista e disegnatore di moda. Il suo stile, pur ben determinato e riconoscibile, denota notevole attenzione all'arte europea, mitteleuropea e francese in particolare.